# RLN2
RLN2 (англ. Relaxin 2) – білок, який кодується однойменним геном, розташованим у людей на 9-й хромосомі. Довжина поліпептидного ланцюга білка становить 185 амінокислот, а молекулярна маса — 21 043.
| 10         |  | 20         |  | 30         |  | 40         |  | 50         |
| ---------- |  | ---------- |  | ---------- |  | ---------- |  | ---------- |
| MPRLFFFHLL |  | GVCLLLNQFS |  | RAVADSWMEE |  | VIKLCGRELV |  | RAQIAICGMS |
| TWSKRSLSQE |  | DAPQTPRPVA |  | EIVPSFINKD |  | TETINMMSEF |  | VANLPQELKL |
| TLSEMQPALP |  | QLQQHVPVLK |  | DSSLLFEEFK |  | KLIRNRQSEA |  | ADSSPSELKY |
| LGLDTHSRKK |  | RQLYSALANK |  | CCHVGCTKRS |  | LARFC      |  |            |

A: Аланін

C: Цистеїн

D: Аспарагінова кислота

E: Глутамінова кислота

F: Фенілаланін

G: Гліцин

H: Гістидин

I: Ізолейцин

K: Лізин

L: Лейцин

M: Метіонін

N: Аспарагін

P: Пролін

Q: Глутамін

R: Аргінін

S: Серин

T: Треонін

V: Валін

W: Триптофан

Кодований геном білок за функцією належить до гормонів. 
Задіяний у такому біологічному процесі, як альтернативний сплайсинг. 
Секретований назовні.